# Alone for Christmas: Bone – Allein zu Haus
Alone for Christmas: Bone – Allein zu Haus (Originaltitel Alone for Christmas) ist eine US-amerikanische Action-Weihnachtskomödie von Joseph J. Lawson aus dem Jahr 2013.
Das Ehepaar Conley, gespielt von David DeLuise und Kim Little, will über die Feiertage mit seinen Kindern, Sohn Dillon (Davis Cleveland) und der Tochter, die Großeltern besuchen; Bone, der Familienhund, bleibt allein zurück. Als Einbrecher das Haus der Familie heimsuchen, ist es an Bone, sein Reich zu verteidigen. Das Originalplakat titelt: „When they left him Home Alone, he had to Save Christmas“ (Als sie ihn allein zu Hause ließen, musste er Weihnachten retten.)

## Handlung
Familie Conley, bestehend aus Vater, Mutter, Sohn und Tochter und dem Hund Columbus, ist an Heiligabend unterwegs zu den Großeltern, wo man die Feiertage verbringen will. Der andere Familienhund Bone bleibt allein bei einem offensichtlich überforderten Hundesitter zurück. Vater Conley glaubt, dass Bone, ein Australian Cattle Dog, dafür verantwortlich ist, dass die bereits unter dem Weihnachtsbaum liegenden eingepackten Geschenke von ihm aufgerissen worden sind, obwohl der Welpe Columbus, ein Boston Terrier, dafür verantwortlich ist. Es fällt der Familie allerdings schwer, diesen Schritt zu vollziehen, da sie ihren Hund liebt.
Bei dem Hundesitter sind weitere Hunde, die Bone erzählen, dass sein Zuhause, die Familie hat gerade erst ein neues Haus bezogen, wahrscheinlich in Gefahr sei und Einbrecher die Gelegenheit, dass das Haus im Moment nicht bewohnt sei, ausnutzen würden, um einzubrechen. Und tatsächlich wollen die drei Kleinganoven Jake, Rob und Phil die Gelegenheit nutzen, um sich im Haus zu bereichern. Auch auf die unter dem Weihnachtsbaum ausgebreiteten Geschenke haben sie es abgesehen, um sie zu Geld zu machen. Bone ist allerdings fest entschlossen, das nicht zuzulassen und arbeitet mit allen ihm möglichen Tricks, um das zu vereiteln. Er hat schon ein ganzes Arsenal von Ideen im Kopf. Als erstes löst er Alarm aus, es reagiert jedoch niemand aus der Nachbarschaft – es scheint, als seien alle verreist. Bone lässt sich nun jedoch eine Menge einfallen, um die Einbrecher aufzuhalten: Die Kuscheltiere der Tochter werden mit Klebstoff präpariert, ebenso wird die Duschkabine so vorbereitet, dass jemand, der sie betritt, in echte Schwierigkeiten gerät. Auch eine Bratpfanne und Bumerangfallen kommen zum Einsatz, sowie weitere Methoden, um die Männer aufzuhalten, die bereits Schwierigkeiten hatten, überhaupt ins Haus zu gelangen.
Zum Glück für Bone sind die Einbrecher, zu denen sich noch der von ihnen gerufene Hundefänger Quentin gesellt, ziemlich einfältig und haben große Schwierigkeiten, sich aus der jeweils prekären Situation zu befreien. Der Hundefänger wird von Bone mittels einer elektrischen Eisenbahn unter Strom gesetzt und sucht das Weite.
Überraschende Umstände führen dazu, dass Columbus wieder zu Hause landet. Gemeinsam mit Bone überlegt er, wie man die Einbrecher, von denen sie inzwischen eingesperrt worden sind, doch noch unschädlich machen kann. In der Wahl ihrer Mittel, mit denen sie gegen die Eindringlinge ankämpfen, sind beide nicht gerade zimperlich. Dann eilt ihnen noch Diesel, der Hund des älteren Ehepaars, das Columbus zurückgebracht hat, zu Hilfe und die Einbrecher sind endgültig am Ende.
Als die Conleys, die umgekehrt sind, wieder zu Hause eintreffen, sind sie froh, ihre beiden Hunde wohlbehalten wiederzusehen und zudem sehr stolz auf ihre Tiere, die das Eigentum der Familie so heldenhaft verteidigt haben. Die drei von den Hunden schachmatt gesetzten Eindringlinge werden von der herbeigerufenen Polizei festgenommen. Es stellt sich heraus, dass es sich bei dem älteren Ehepaar um die Großeltern handelt, deren Hund Diesel ja schon da ist. Einer gemeinsamen Feier steht nun nichts mehr im Weg. Und alle freuen sich außerdem über die herabrieselnden Schneeflocken, die die Stimmung noch zusätzlich heben.

## Produktion

### Produktionsnotizen
Die Dreharbeiten fanden in Los Angeles in Kalifornien statt. Regisseur Joseph J. Lawson hatte insgesamt zwölf Tage Zeit für die Dreharbeiten und den Abschluss der Produktion und zwei Tage für Vorbereitung. Lawson erzählte, er habe den Anruf der Produktionsfirma an einem Sonntagabend erhalten und mit dem Film am Mittwochmorgen begonnen. Produziert wurde der Film von The Asylum Filmproduktions- und Filmverleihgesellschaft. Der Vertrieb in Deutschland lag bei Great Movies Homevideo sowie bei Lighthouse Home Entertainment, Tonpool Medien und WME Home Entertainment.

### Veröffentlichung
Der Film wurde in den Vereinigten Staaten erstmals am 15. Oktober 2013 veröffentlicht. In Ungarn kam er im April 2014 ins Kino, in Italien wurde er ebenfalls 2014 veröffentlicht, in Argentinien hatte er im Dezember 2017 Fernsehpremiere und in Taiwan wurde er im November 2018 erstmals zu sehen. Veröffentlicht wurde er zudem in Brasilien, Frankreich, Rumänien, Russland, Serbien und im Vereinigten Königreich. Die Arbeitstitel des Films lauteten: Holiday Heist und Alone for Xmas, außerdem bekannt unter dem Titel Bone Alone.
In Deutschland wurde der Film am 24. Oktober 2014 auf DVD veröffentlicht. Ein Alternativtitel lautet: 4 Pfoten retten Weihnachten.

## Kritik
Kino.de sprach von einem „Weihnachtsfilm, in dem ein tatkräftiger Hund das Haus seiner Besitzer gegen böse Einbrecher verteidigen“ müsse. Weiter hieß es: „In zwölf Tagen abgedrehte Mischung aus ‚Kevin – Allein zu Haus‘ und ‚Guck mal wer da spricht‘, mit der sich die Billigschmiede The Asylum auf Familienfilm-Terrain wagt. Regisseur Joseph J. Lawson setzt für Asylum normalerweise Dinosaurier, Südpol-Nazizombies und Elfen in Szene, darf sich aber hier mit durchwachsenem Erfolg an einem vierbeinigen Hauptdarsteller und den erwartungsgemäß überaus dämlichen Verbrechern versuchen.“
Im Cinemagazine befasste sich Monika Meyer mit dem Film und stellte die Überlegung an, dass es in anderen Berufen kein Problem gegenüber Nachahmern gebe, wenn man sich aber einen Film anschaue, in dem das Rezept eines anderen, erfolgreicheren Kollegen kopiert worden sei, schlage bei den meisten der Irritationsalarm. Der weihnachtliche Familienfilm ‚Alone for Christmas‘ habe alles, was einige Leute ärgern könnte. Obwohl der Film keine exakte Kopie von Kevin allein zu Haus sei, sei der Aufbau derselbe. Das wäre allerdings keine Katastrophe gewesen, wenn dieser Film von The Asylum, bekannt für ihre Low-Budget-Filme, einfach eine nette, unterhaltsame Geschichte erzählt hätte. Aber es funktioniere nicht, die Lachmuskeln reagierten nicht. Der Film sei einfach allzu unglaubwürdig, und was die Schauspieler, insbesondere die Bösewichte, zeigten, sei schmerzhaft anzusehen. Die Spezialeffekte seien im Allgemeinen auch schlecht, was in der Hochwasserszene besonders auffällig sei. Der Rat Meyers, man solle seine Zeit nicht mit diesem Film verschwenden.
Keith Bailey befasste sich auf der Seite The Unknown Movies mit dem Film und fand ihn in allen Belangen wenig überzeugend. Nach einer Weile sei es ziemlich ermüdend, wie der Film sich immer wieder wiederhole. Zusammenfassend meinte Bailey, dies sei ein ziemlich schlechter Weihnachtsfamilienfilm, im Übrigen aber auch ein Film, den man auch zu jeder anderen Jahreszeit meiden sollte.